# Purrún

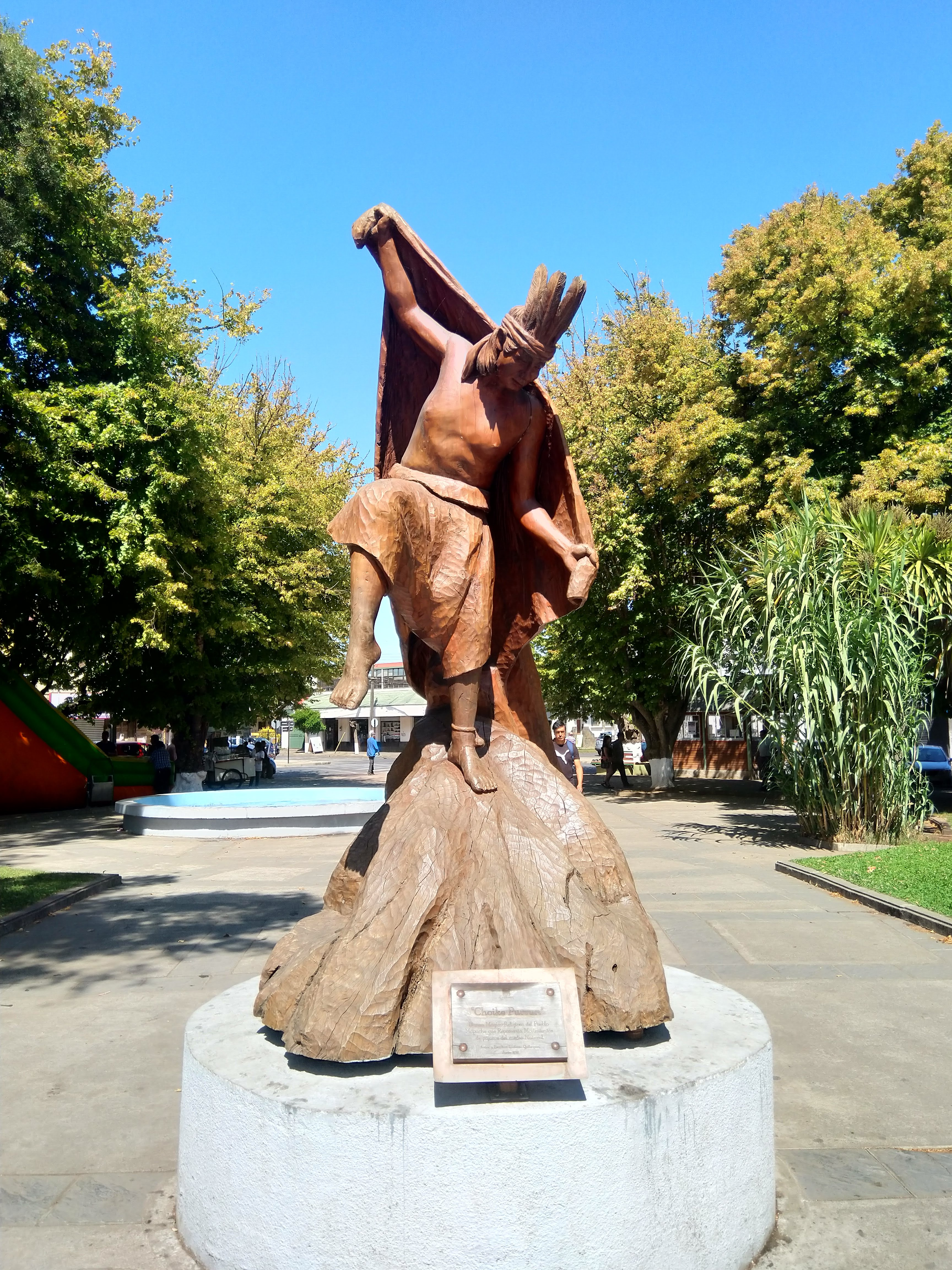
Escultura en madera que representa el Choike Purrun. Plaza de armas de Nueva Imperial.

Purrún (del mapudungun: pürun ‘danza, danzar’) es el nombre que reciben las danzas o bailes tradicionales de origen mapuche. Representan una reproducción de la forma de ver el mundo desde lo mapuche.
Muchos de sus bailes constan de naturaleza zoomorfa y sus pasos están inspirados principalmente en animales. Ejemplos de estos son: el Choyke o Chewke Pürun (danza del ñandú), Mara Pürun (danza de la liebre), Wemul Pürun (danza del huemul), Rere Pürun (danza del pájaro carpintero), Tregüll Pürun (danza del queltehue), etc.

## Descripción
El Purrún puede ser individual o colectivo.

### Purrún colectivo
Pueden ser de carácter deportivo, agrario o mágico-religioso. Prima el movimiento circular o semicircular de los bailarines, además de movimientos de avances y retroceso.
- Rituales, sin formar parte de una ceremonia de carácter mágico-religioso-o familiares.
- Algunos son propios de las mujeres, otros de los hombres: en algunos participan hombres, mujeres y niños.
- Los que más abundan son los mixtos de carácter mágicos.
- Algunas de estas danzas se acompañan de canto, otras solamente con instrumentos musicales y otras uniendo el canto al conjunto instrumental.

El modo de bailar es a saltos ,moderados, levantadose un poco del suelo y sin ningún anticipo de los cortados, borneos o cabriolas que usan los españoles.  Bailan todos juntos, haciendo rueda y girando uno en pos de otro alrededor de un estandarte que tienen en medio de los alféreces, y junto al ponen botijas de vino y chicha, de donde van bebiendo mientras bailan, brindándoselos los unos a los otros”.
Sacerdote jesuita Alonso de Ovalle

### Purrún individual
- Longko Pürun: es la danza propia del lonco, el jefe de familia o de una comunidad.
- Machi Pürun: es el baile realizado por la machi.
- Rewe Pürun: baile efectuado para la implantación del rehue (altar sagrado).

## Choyke Pürun
Existen variadas formas de Purrún, en las que se ensalza la naturaleza de lo divino y de lo humano. De entre estos está el Choyke Pürun (danza del Ñandú). El adulto entregaba un breve epew (cuento, relato) donde se narraba las aventuras del choyke; luego el adulto asumía la actitud de choyke para que los niños lo imitaran en sus movimientos, acompañado por el cultrún y a la orden de "inan choyke" los niños imitan y siguen al adulto, que realiza giros alrededor de un anüm de plantas nativas, los niños intentan atrapar al choyke, que solo se salva cuando alguien dice "kuram choyke" y todos deben  asemejar a como pone un huevo esta ave. Si es atrapado antes, el niño que logró atraparlo toma el lugar y realiza los movimientos que deben ser imitados, y nuevamente a la orden de "inan choyke" corre para no ser atrapado.
El juego termina con la danza del Choyke Pürun al ritmo de los instrumentos acompañado del siguiente canto:

Pue, pue, pue, pue, Chalintu choike, cholintu choike , Ngum lonko me choike, ngum lonko me, Mupu me choike, mupu me choike, Chiwud, chiwud, choike, chiwud chiwud. Runkunu choike, runkunu choike, Purupe choike, purupe choike, Kuram choike, kuram choike